# Clifton (Doncaster)
Clifton – wieś w Anglii, w hrabstwie ceremonialnym South Yorkshire, w dystrykcie metropolitalnym Doncaster. Leży 19 km na północny wschód od miasta Sheffield i 230 km na północ od Londynu.